# Thomas M. Cooley
Thomas McIntyre Cooley, LL.D., (6 de janeiro de 1824 – 12 de setembro de 1898) foi o vigésimo quinto Juiz e posteriormente Chefe de Justiça do Supremo Tribunal de Michigan, entre 1864 e 1885. Nascido em Attica, em Nova York, era o pai de Charles Cooley, um renomado sociólogo Americano. Foi membro fundador e primeiro presidente da Interstate Commerce Commission (1887).
Cooley foi nomeado Reitor da Faculdade de Direito da Universidade de Michigan, cargo que ocupou até 1884.
A Faculdade de Direito Thomas M. Cooley em Lansing, Michigan, fundada em 1972 e agora afiliada com a Universidade Ocidental de Michigan desde 2014, recebeu seu nome após o reconhecimento de sua extensa contribuição à jurisprudência Americana. Além disso, a Escola Cooley High School em Detroit, e o Colégio Primário Cooley, em Waterford, Michigan receberam seus nomes em honra do Juiz Cooley.
O Juiz Cooley é reconhecido pelo Estado de Michigan como um " Marco Jurídico de Michigan".

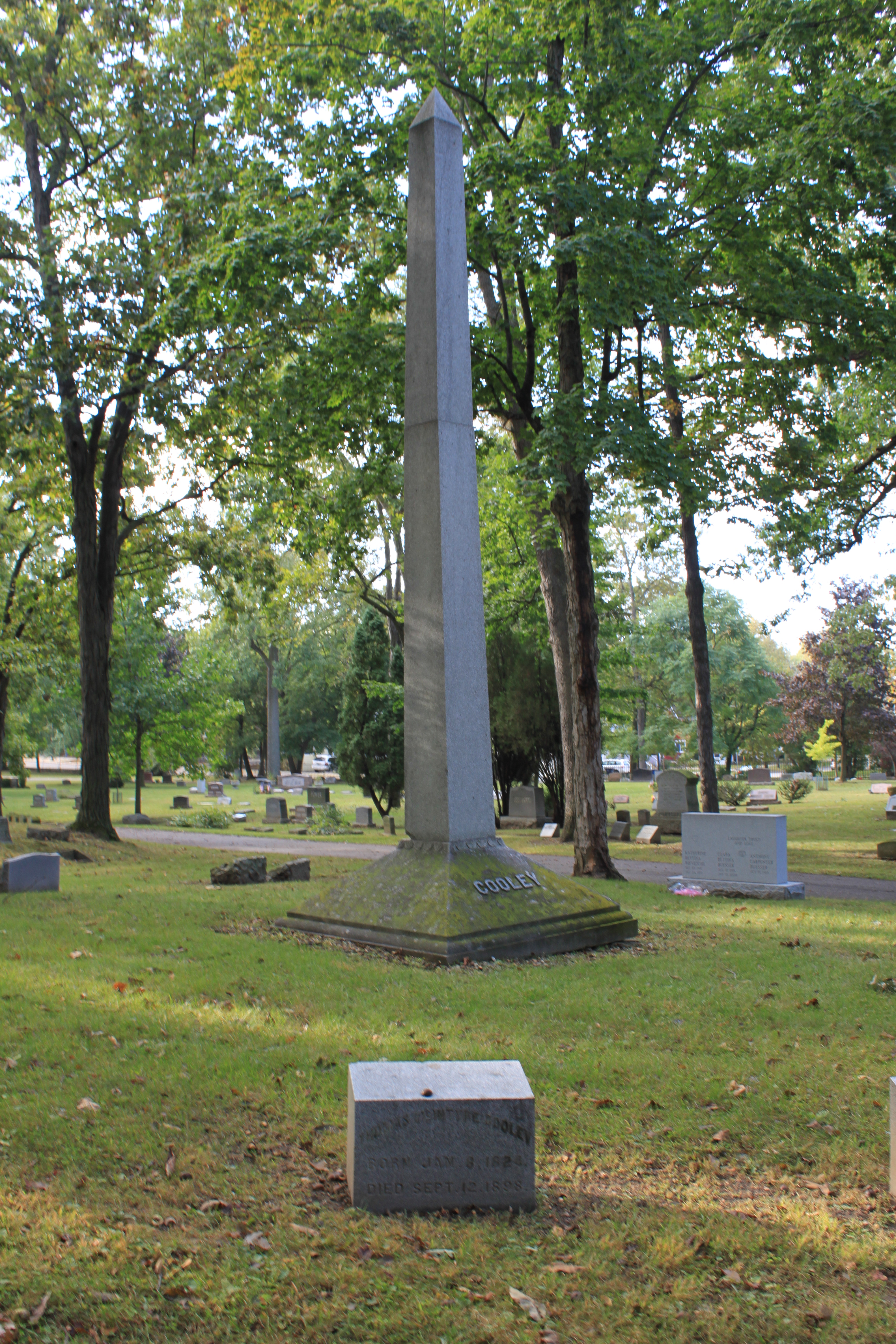
Túmulo do Juiz Cooley em frente ao obelisco da Família Cooley

## Educação e Carreira
Thomas Cooley nasceu em Attica, Nova York, em 1824, filho dos agricultores Thomas Cooley e Rachel Hubbard. Frequentou a Attica Academy, onde se interessou por direito e literatura. Em 1842, ele cursou direito com Theron Strong, um membro do congresso dos Estados Unidos, representando Nova Iorque. No ano seguinte, mudou-se para Adrian, Michigan, onde continuou a estudar direito. Em 1846, ele passou o exame de Bar do Michigan (Ordem dos Advogados) e casou-se com Mary Horton.
Além de sua discreta prática jurídica, Cooley participava de outras atividades intelectuais e político-filosóficos. Ele escreveu poemas criticando a escravidão e comemorando as revoluções de 1848 na Europa, foi editor de jornais pró-democráticos, e em 1848 fundou a filial de Michigan do "Free Soil Party (Partido do Solo Livre)", partido com o propósito único de impedir a expansão da escravidão nos territórios do oeste Americano, argumentando que o conceito de "homens livres em solo livre" era moralmente e economicamente superior à escravidão. Em 1856, filiou-se ao partido Republicano. Construiu a sua reputação profissional principalmente nos anos 50. Ele foi o compilador de estatutos de Michigan, e repórter do Supremo Tribunal do mesmo estado. Em 1859, ele se mudou para Ann Arbor, Michigan, tornou-se um dos primeiros professores da Faculdade de Direito da Universidade de Michigan. Ele passou a desempenhar um papel importante no desenvolvimento da Universidade e da Faculdade de Direito até 1884, incluindo um longo período como o reitor de 1871 a 1883.
Em 1864, Cooley foi eleito para a Suprema Corte de Michigan, e serviu como o chefe de justiça, por 20 anos. Politicamente, ele permaneceu Republicano, e até pensou em candidatar-se para o Congresso em 1872. No entanto, ele manteve uma certa independência política, e rompeu com o partido Republicano como um mugwump (ativistas republicanos que desertaram o partido em protesto à escolha do representante do Partido Republicano nas eleições presidenciais de 1884) para apoiar Grover Cleveland, e, mais tarde, em 1894. Esta independência podeeria ter lhe custado uma nomeação para o Supremo Tribunal dos EUA. No entanto, ele foi recompensado politicamente quando o Presidente Cleveland o nomeou para a Interstate Commerce Commission em 1887, uma das primeiras agências independentes do governo federal.
Casou-se com Mary Horton e tiveram seis filhos, incluindo Charles Cooley, um renomado sociólogo Americano e Thomas Benton Cooley, um renomado pediatra.

## Tratados e Trabalhos Acadêmicos
Muitos dos livros originais compreendendo os trabalhos acadêmicos de Cooley estão preservados e expostos na Biblioteca Jurídica da Escola de Direito Thomas M. Cooley de Strosacker.

### Tratado sobre a Lei de Delitos ou os Erros Que Surgem Independentemente de Contratos
Em 1878, Cooley concluiu e publicou sua obra Um Tratado sobre a Lei de Delitos ou os Erros Que Surgem Independentemente de Contratos. Uma edição do tratado de Cooley sobre o delito à lei foi publicada em Chicago, por Callaghan and Company em 1907. Um Dos Alunos Edição foi editado por John Lewis, um estudioso legal e contemporânea da Cooley. Lewis também escreveu Um Tratado sobre a Lei do Domínio Eminente. Como um colegial de trabalho, o tratado sobre delitos fez uso extensivo de citações de jurisprudência.

### Os Princípios Gerais do Direito Constitucional nos Estados Unidos da América
Em Março de 1880, ainda enquanto Reitor da Universidade de Michigan, Cooley publicou seu tratado Completed in March, 1880, while Dean of the University of Michigan, Cooley had published his treatise Os Princípios Gerais do Direito Constitucional nos Estados Unidos da América. Uma edição do tratado sobre direito constitucional foi publicado em Boston por Little, Brown and Company em 1891.

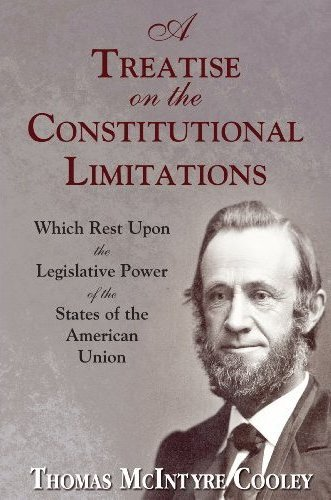
Capa de uma edição moderna do Tratado sobre as Limitações Constitucionais

Em 1868 Cooley publicou Um Tratado sobre Limitações Constitucionais que Recaem Sobre o Poder Legislativo dos Estados da União Americana, no qual analisa a criação de constituições estaduais e a promulgação de leis. Foi provavelmente, o mais conhecido tratado jurídico de seu tempo. Em 1890, a sexta edição do tratado foi impressa.

### Citação Universitária das teorias jurídicas de Thomas M. Cooley

#### Cláusula da Plena Fé e Crédito da Constituição dos Estados Unidos
O renomado jurista Constitucional Edward S. Corwin , escreveu sobre o reconhecimento jurídico "extra-nacional", (e, por óbvio, o dos Estados Unidos) da implementação, ou da sua concordância com o Artigo IV, dentro do qual está a Clausula da Plena Fé e Crédito. "... de acordo com o que é normalmente conhecido como Conflito de Leis, Leis de Cortesia ou Direito Internacional Privado, os direitos adquiridos sob o abrigo das leis ou pelos tribunais de um país podem, muitas vezes, receber o reconhecimento...nos tribunais de outro país, e é o propósito desta cláusula da constituição garantir que este deve ser o caso entre os Estados em certas instâncias." 

#### Establishment Clause of Amendment I of the United States Constitution
Corwin escreveu sobre a cláusula do estabelecimento, na primeira emenda da Constituição Estadounidense, que "o fato de o Juiz Story acreditar que o Congresso dos Estados Unidos tem a liberdade para preferir o Cristianismo sobre as outras religiões, em contraste com o direito constitucional moderno, também seria apoiado por Cooley em Principles of Constitutional Law (Princípios do Direito Constitucional).'"

#### Desenvolvimento de Jurisprudência Constitucional sobre o Devido Processo Legal
"Essa suposição," escreveu Robert G. McCloskey sobre a essencialidade jurídica do conceito de devido processo legal, em Supremo Tribunal de Justiça Americana, "foi um produto, sem dúvida, da convergência de vários fatores: a multiplicação da ameaça do 'estado social', os gritos Macedônios da comunidade empresarial e dos seus defensores jurídicos e acadêmicos, uma consciência crescente de que uma interpretação do devido processo legal[,] que parecia impossivelmente romântica [—], e provavelmente desnecessária uma década antes[—]poderia ser aceitável pelo crescimento gradual[,] e pode ser muito útil na causa da justiça. Como Waite escreveu, as vozes de dois grandes contemporâneos[,] Thomas M. Cooley e Stephen J. Field, devem ter ecoado em sua mente. O clássico tratado de Cooley[,] Constitucional Limitations, publicado pela primeira vez em 1868, tornou-se um texto canônico para juristas, e [o] apoio do devido processo legal em seu formato emergente deu o carimbo de aprovação dos juristas para uma interpretação que parecia eticamente, cada vez mais imperativa."

#### Primeira Emenda Constituição dos Estados Unidos e a Liberdade de Imprensa nos Estados Unidos
Corwin escreveu sobre a Primeira Emenda, em relação à liberdade de imprensa, que, "Em cerca de metade das constituições estaduais, nossas cortes estaduais, gradualmente escreveram no direito comum dos estados (Common Law), o princípio de "Privilégio Qualificado", o que é uma notificação aos demandantes em casos calúnia, que se eles tiverem o azar de terem cargo político, eles deverão estar preparados a encara a tarefa quase impossível de provar uma "malícia específica" do réu. 

#### Cooley eOs Princípios Gerais do Direito Constitucional nos Estados Unidos da Américasobre Corporações Municipais
Dentro de seu tratado sobre Os Princípios Gerais do Direito Constitucional nos Estados Unidos da América, sobre Corporações Municipais,  Cooley escreveu:
É axiomatico que a administração de assuntos puramente locais pertença ao povo afetado, não só pelos seus próprios interesses, mas também porque eles os compreenderão melhor, e serão os mais competentes para administrá-los. A contínua e permanente existência do governo local é, então, presumida em todas as constituições estaduais e é umas questão de direito constitucional. Não seria competente dispensá-los por estatuto.

## Obras editadas
- Sir William Blackstone Commentaries on the laws of England: in four books, Volume 1, Callaghan and Company, Chicago, 1872, Volume 2, Callaghan and Company, Chicago, 1884.
- Story, Joseph, Commentaries on the Constitution of the United States Volume 1, Fourth Edition, Boston: Little, Brown, and Co., 1873 Volume 2
- Cooley, Thomas M. (1878) A Treatise on the Constitutional Limitations Which Rest Upon the Legislative Power of the States of the American Union, 4th Ed. Boston: Little Brown & Co.
- Story, Joseph (Mar 26, 2008) Commentaries on the Constitution of the United States: With a Preliminary Review of the Constitutional History of the Colonies and States Before the Adoption of the Constitution 4th Edition (2 volumes) (March 26, 2008) with Notes and Commentaries by Cooley, Thomas M. (Clark, New Jersey: The Lawbook Exchange) ISBN 978-1-58477-878-3; ISBN 1-58477-878-4.
- Sir William Blackstone ; Thomas McIntyre Cooley, (1872) Commentaries on the laws of England: in four books (2nd Ed., revised & expanded) (Chicago: Callaghan & Co.)

## A Doutrina Cooley
This doctrine should not be confused with the now-abrogated "Cooley Doctrine" arising from Cooley v. Board of Wardens of the Port of Philadelphia, 53 U.S. 299 (1851).</ref>
Em um teorema jurídico contrastante à Regra Dillon (que postula que as cidades não têm nenhuma autoridade independente exceto àquelas explicitamente ou implicitamente garantidas pela legislação do estado), A Doutrina Cooley propôs uma teoria jurídica de um inerente, mas constitucionalmente permitido direito à auto-determinação local. Em uma opinião divergente, Cooley escreveu que "o poder local é [uma] questão de direito absoluto; e o estado não pode [como o caso referenciado no voto principal] levá-la embora."

## Jurisprudência com opiniões destacadas do Juiz Cooley
- O Povo ex rel Detroit e Howell R. R. Co. v. o Conselho Municipal de Salem